# ميلوس بيريتش
ميلوس بيريتش (27 يوليو 1990 في صربيا - ) هو لاعب كرة قدم صربي في مركز حراسة المرمى. لعب مع رادنيتشكي نيش وFK Radnički Pirot ‏ وFK Radnik Surdulica ‏ وOFK Sinđelić Niš ‏.

## وصلات خارجية
- ميلوس بيريتش على موقع قاعدة بيانات كرة القدم.إي يو (الإنجليزية)
- ميلوس بيريتش على موقع Soccerbase.com (لاعب) (الإنجليزية)
- ميلوس بيريتش على موقع Soccerway.com (الإنجليزية)
- ميلوس بيريتش على موقع عالم كرة القدم.نت (الإنجليزية)